# Adieu Bonaparte
Pour plus de détails, voir Fiche technique et Distribution.
Adieu Bonaparte (en arabe égyptien : وداعا بونابرت, Wadaan Bonabart) est un film franco-égyptien réalisé par Youssef Chahine, sorti en 1985.

## Synopsis
En 1798, Bonaparte envahit l’Égypte et se pose en libérateur face à l’oppression turque. Il est accompagné du général Caffarelli, homme de cœur et d’esprit, qui se lie d’amitié avec deux jeunes Égyptiens. Au fur et à mesure, Bonaparte se révèle un conquérant sans scrupules et la résistance s’organise sous les clercs d'Azhar sous la direction du Cheikh Hassouna. Le général Caffarelli et ses deux disciples en feront partie.

## Fiche technique
- Titre : Adieu Bonaparte
- Titre original : وداعا بونابرت, Wadaan Bonabart
- Réalisation : Youssef Chahine
- Scénario : Youssef Chahine et Yousry Nasrallah
- Production: Humbert Balsan et Marianne Khoury
- Son : Michel Brethez et Jean Casanova
- Montage son : Michel Klochendler
- Costume: Yvonne Sassinot de Nesle
- Pays d'origine :  Égypte,  France
- Format : Couleurs - Dolby - 35 mm
- Genre : drame, historique
- Durée : 115 minutes
- Date de sortie : 1985
- Affiche : Jean Mascii (France)

## Distribution
- Michel Piccoli : Caffarelli (Louis Marie Maximilien de Caffarelli du Falga)
- Salah Zulfikar : Cheikh Hassouna
- Mohsen Mohieddin (VF : Éric Missoffe) : Ali
- Patrice Chéreau : Napoléon Bonaparte
- Mohsena Tewfik : La mère
- Christian Patey : Horace
- Hoda Soltane : Nefissa
- Gamil Ratib : Barthelemy
- Taheya Cariocca : La sage femme
- Claude Cernay : Decoin
- Mohamad Dardiri : Sheikh Charaf
- Hassan El Adl : Cheikh Aedalah
- Tewfik El Dekn : Le Derviche
- Seif El Dine : Kourayem
- Hassan Husseiny : Le père
- Farid Mahmoud : Faltaos